# Gardabani (municipalité)

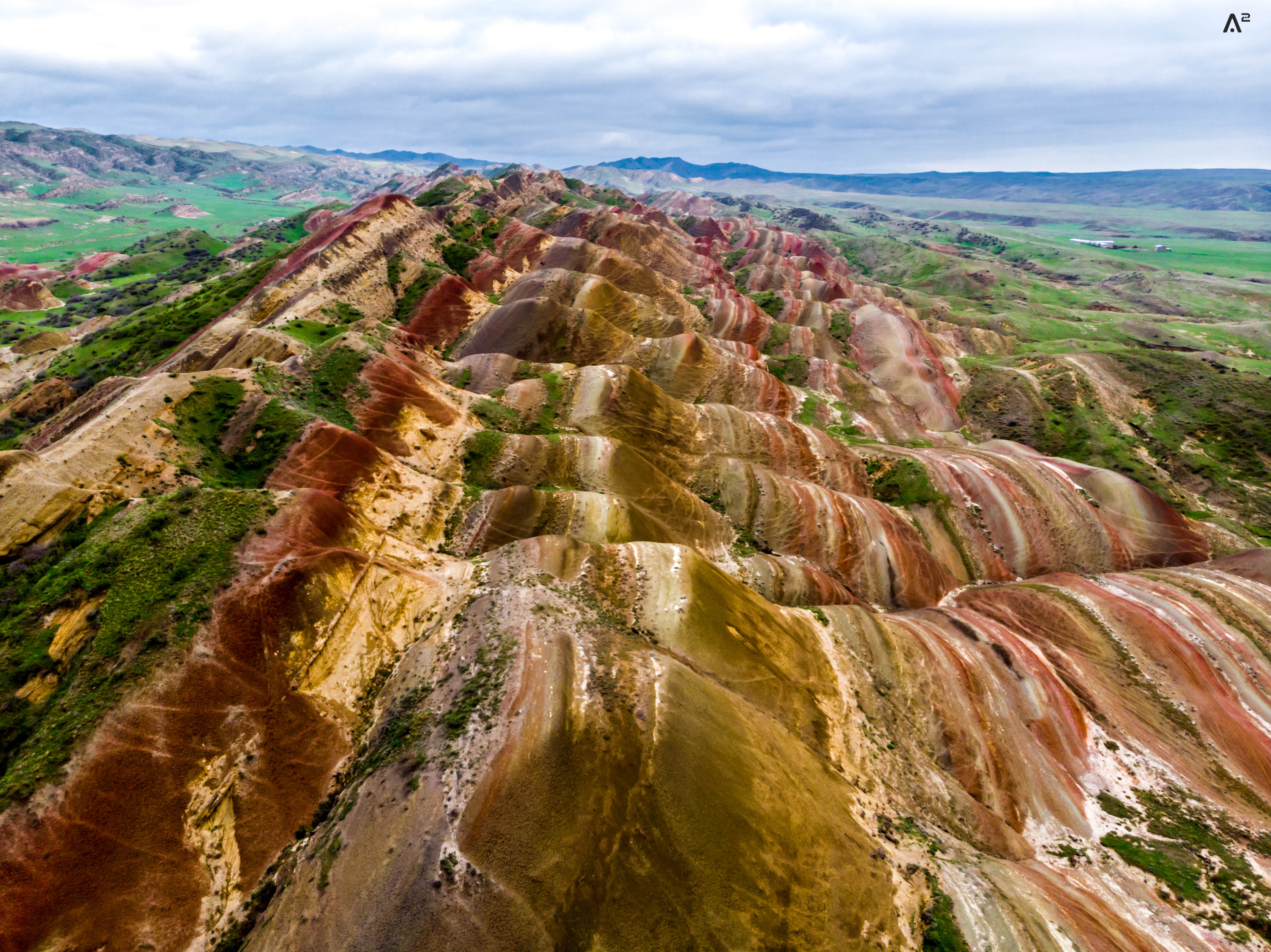
Paysage dans la municipalité de Gardabani. Avril 2018.

La municipalité de Gardabani (en géorgien : გარდაბნის მუნიციპალიტეტი) est un district de la région de Basse Kartlie en Géorgie, dont la ville principale est Gardabani.
Il compte 82 300 habitants au 1er janvier 2016 selon l'Office national des statistiques de Géorgie.   